# 힐 하우스의 유령
《힐 하우스의 유령》(영어: The Haunting of Hill House)은 넷플릭스에서 2018년 10월부터 방영된 미국의 초자연 공포 드라마이다. 마이크 플래너건이 감독을 맡았으며, 셜리 잭슨의 동명 소설을 원작으로 하는 작품이다.